# Idiopappus
Idiopappus es un género monotípico de plantas fanerógamas de la familia de las asteráceas. Su única especie, Idiopappus saloyensis, es originaria de Ecuador, donde se encuentra en los Andes en la Provincia de Pichincha a una altitud de 3000 - 3500 metros.

## Taxonomía
Idiopappus saloyensis fue descrita por (Domke) H.Rob. & Panero y publicado en Monographs in Systematic Botany from the Missouri Botanical Garden 75: 953. 1999.
Sinonimia
- Idiopappus quitensis H.Rob. & Panero
- Verbesina saloyensis Domke basónimo[4]